# عادل بن سراج مرداد
عادل بن سراج مرداد ‏هو دبلوماسي سعودي، وسفير المملكة العربية السعودية لدى سويسرا منذ 21 أكتوبر 2020. وكان سابقًا سفيرًا للمملكة لدى تركيا وأذربيجان من الفترة من 2 مايو 2013 إلى 4 يناير 2017.

## التحصيل العلمي
حصل في عام 1993على شهادة الدكتوراه من جامعة وين ستيت في ديترويت ميشيغان بالولايات المتحدة بعد تقديمه أطروحة بعنوان «البرامج التلفزيونية الأجنبية ومصادرها: تحليل تجريبي لاستخدام وسائل الإعلام وتصورات آثارها من قبل المشاهدين الشباب في المملكة العربية السعودية».

## المناصب
شغل في الفترة من 2 مايو 2013 إلى 4 يناير 2017، منصب سفير المملكة العربية السعودية لدى أنقرة، تركيا، وكان في ذات الوقت معتمدًا كسفير للمملكة أيضًا في باكو، أذربيجان.
خلال فترة توليه، وقع هجوم بمطار أتاتورك بتركيا يوم الثلاثاء 28 يونيو 2016، راح ضحيته 43 شخصًا كان من بينهم ثلاثة سعوديين، فيما جُرح 239 آخرون وكان من بينهم 25 سعودي.
في 25 يناير 2017، أعلنت سفارة المملكة العربية السعودية لدى تركيا أن ما نُشر من تصريحات على لسان سفيرها عادل سراج الدين مرداد على موقع بي بي سي هو محض افتراءات، وأنه غادر تركيا قبل ثلاثة أسابيع بعد انتهاء فترة عمله، وأن السفير لم يصدر أي تصريح إلى بي بي سي حول العلاقات السعودية التركية.
في عام 2017، أصبح وكيل وزارة الخارجية السعودية للشؤون السياسية والاقتصادية.
في 21 أكتوبر 2020، عُيّن سفيرًا للمملكة العربية السعودية لدى سويسرا.